# Terres cuites architecturales
Pour les articles homonymes, voir TCA.

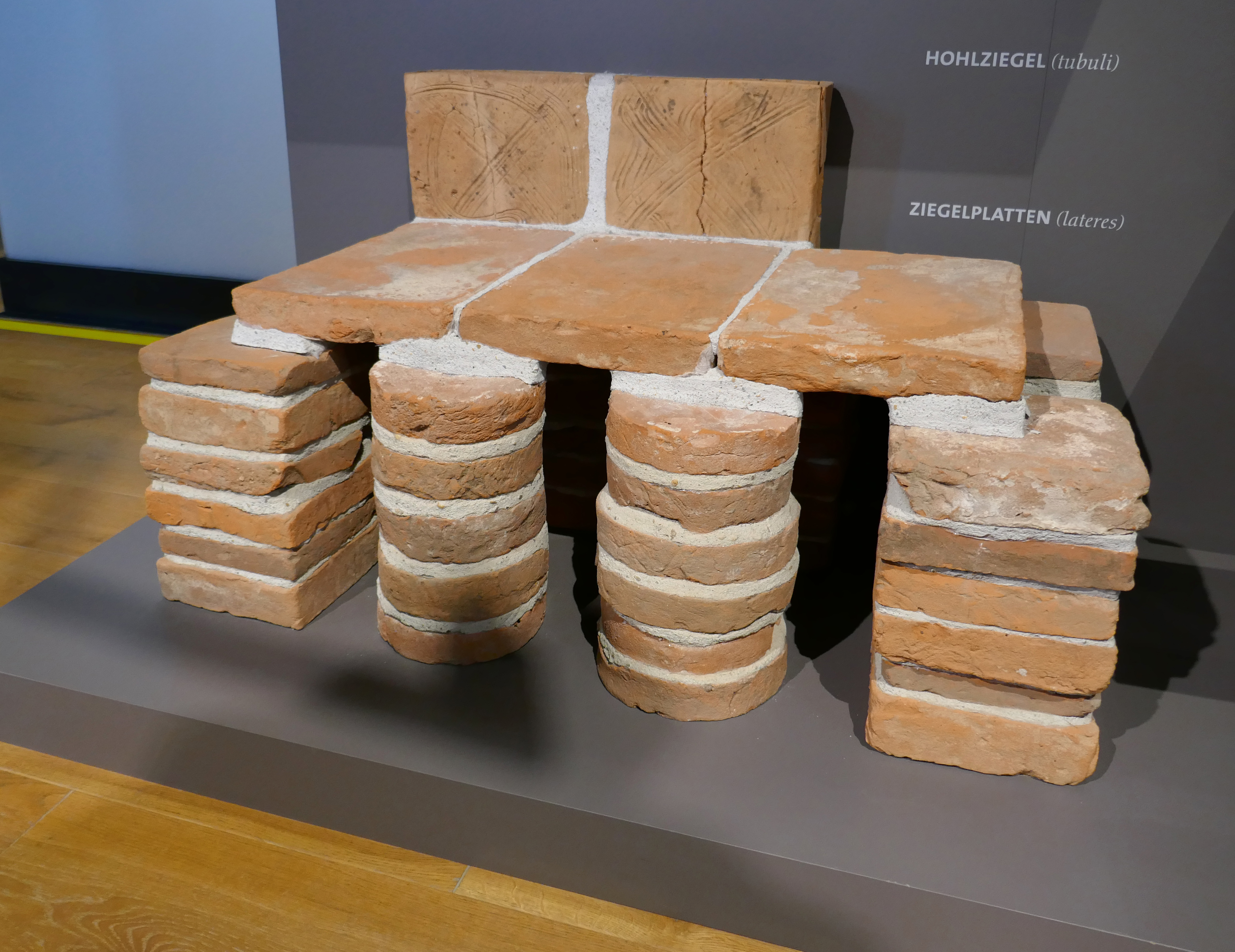
Différentes TCA composant un système sur hypocauste : pilettes carrées et circulaires, briques de suspensura quadrangulaires et tubuli.

Les terres cuites architecturales, couramment abrégées en TCA, correspondent à l'ensemble des matériaux de construction en terre cuite utilisés dans l'architecture ancienne.
Catégorie générique principalement employée pour décrire les matériaux de construction romains, ses principales déclinaisons sont les tuiles (tegula et imbrex) ainsi que les briques et tubulures d'hypocauste (tubuli).

## Couverture

### Tegulaeetimbrices

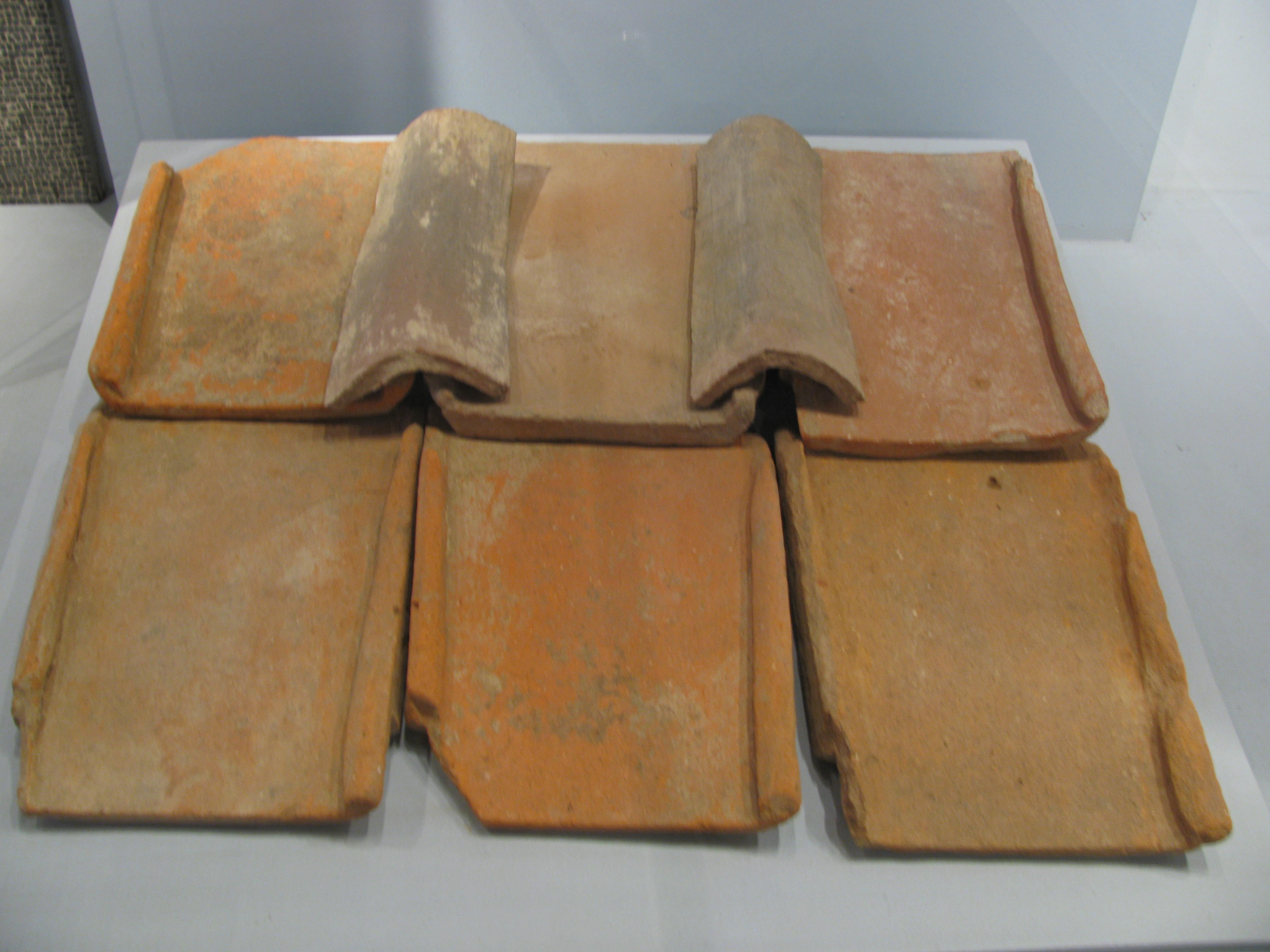
Assemblage de tegulae et d'imbrices.

Les tegulae et imbrices constituent les terres cuites architecturales romaines les plus courantes. Les premières correspondent à des tuiles plates à rebord avec système d'encoches et sont alignées côte à côte sur une toiture. Les imbrices assurent l’étanchéité de la liaison entre deux rebords, laquelle est ensuite bourrée au mortier.

### Tegula cum occulus

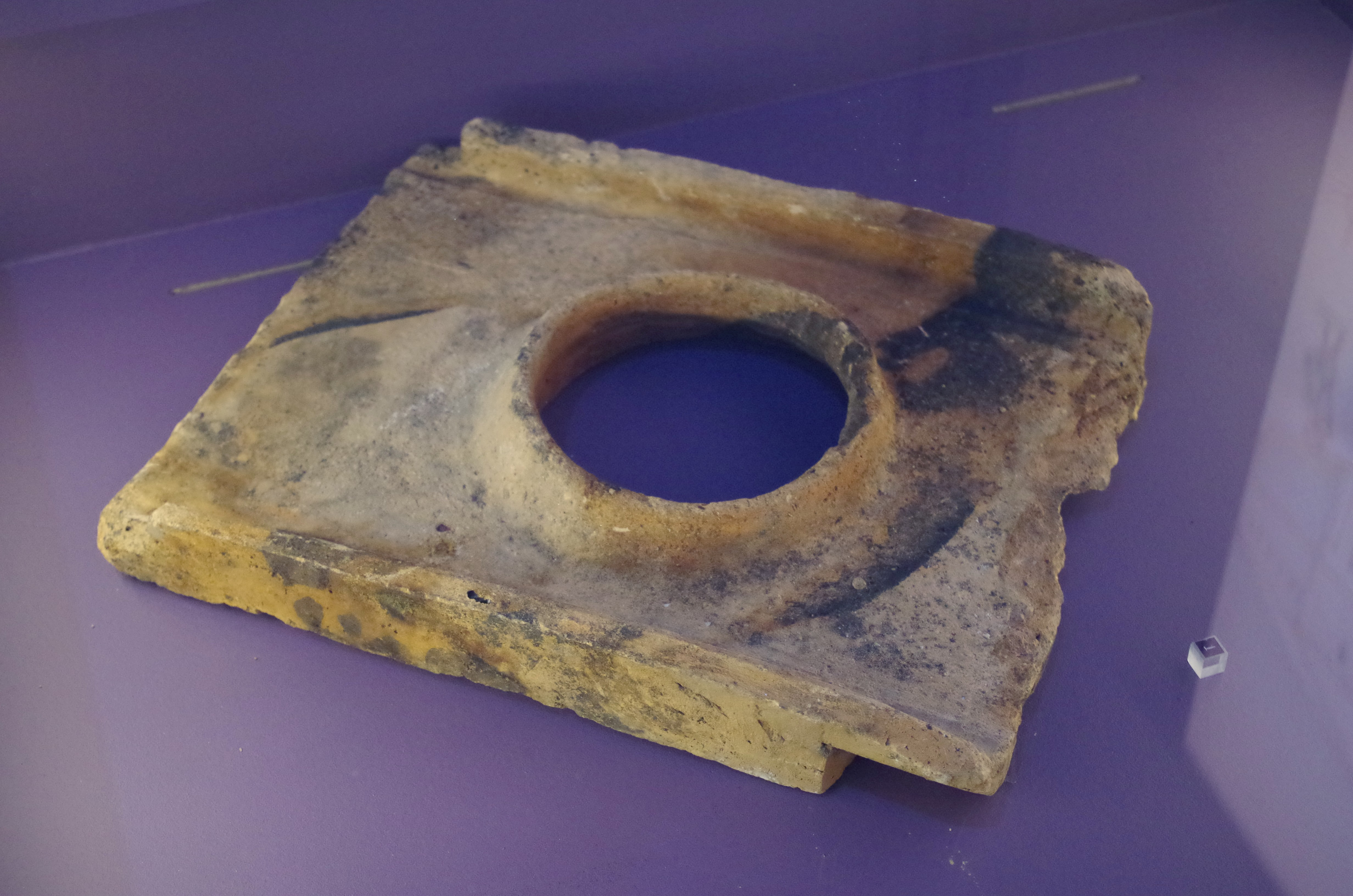
Tegula cum occulus trouvée lors de la fouille de la rue Rabanesse à Clermont-Ferrand/Augustonemetum.

Au débouché d'un conduit de cheminée, une tegula cum occulus permet l'évacuation de la fumée en dehors de la pièce où se trouve le foyer.

## Chauffage par le sol

### Tubuli
Dans un système de chauffage par hypocauste, les tubuli (singulier : tubulus, parfois traduit par tubulure ou tubulature) sont des canalisations de chaleur en forme de pavé droit. Alignées côte à côte le long d'un mur, ces briques creuses permettent à la chaleur produite sous la suspensura de se diffuser sur toute la hauteur d'une cloison. Des ouvertures latérales permettent à l'air de circuler entre les différentes colonnes tandis que certaines faces sont peignées afin de mieux adhérer au mortier mural.

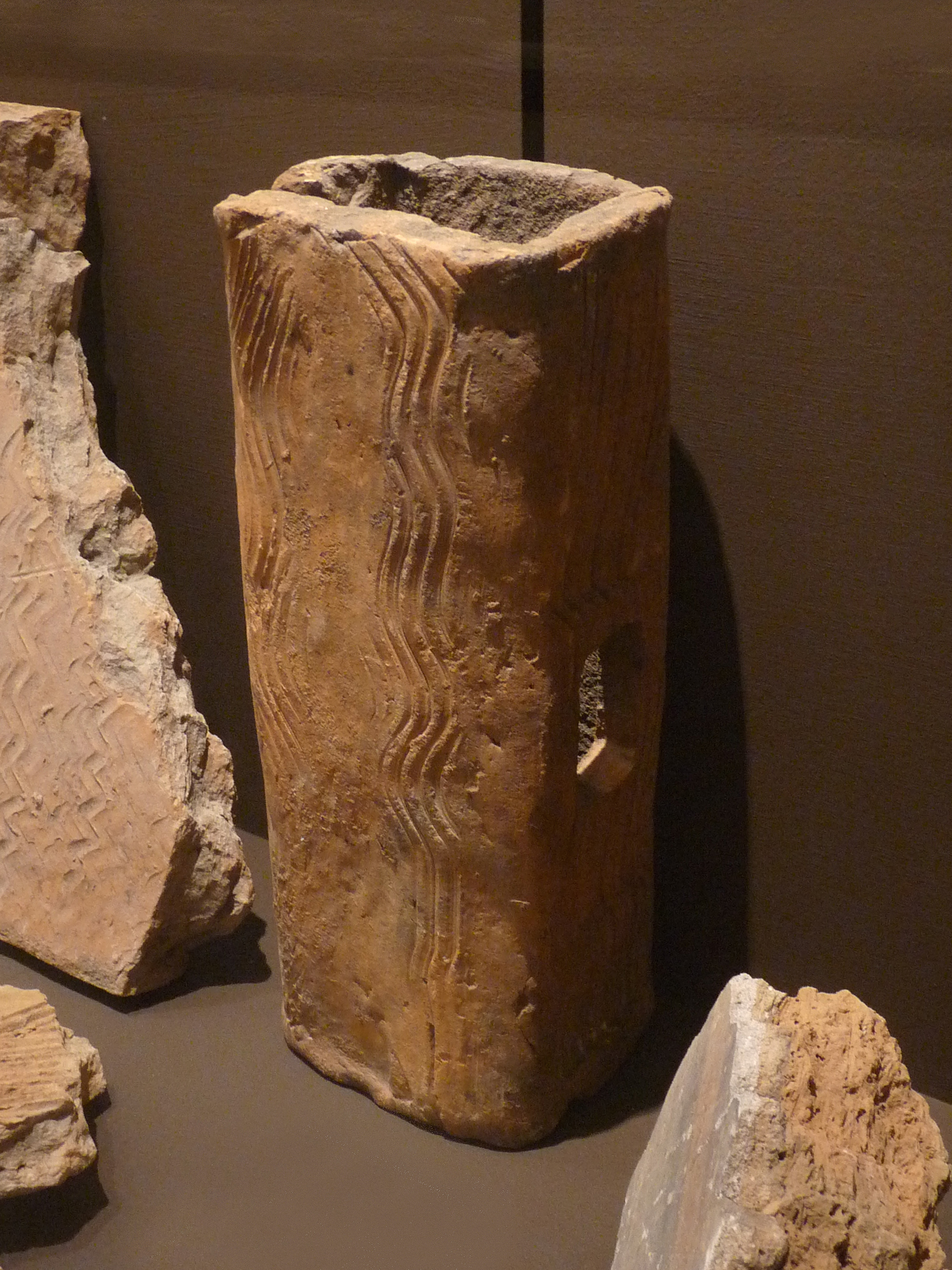
Tubulus avec rainures et ouverture latérale.
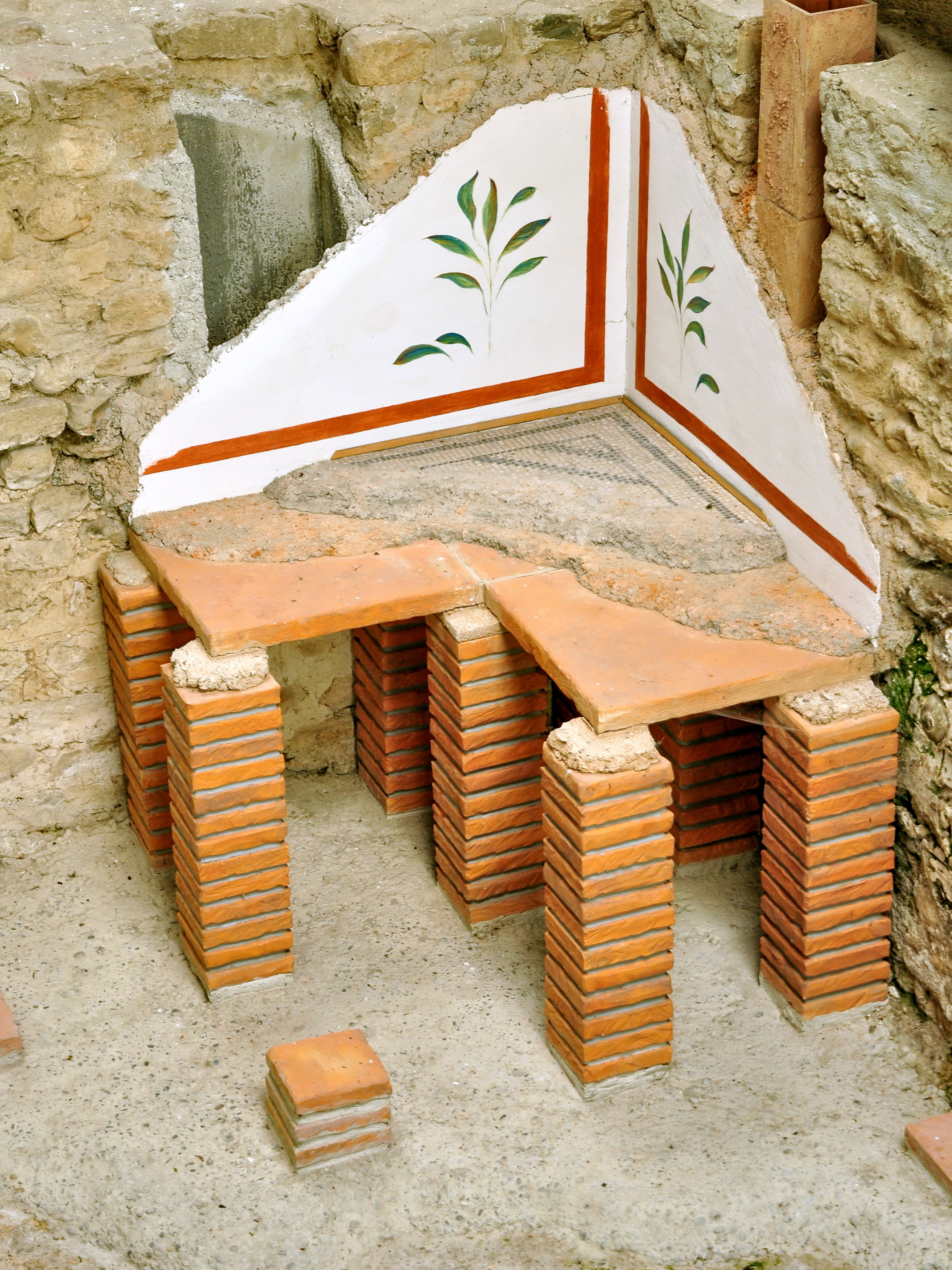
Tubulus inséré dans le mur d'un système par hypocauste.
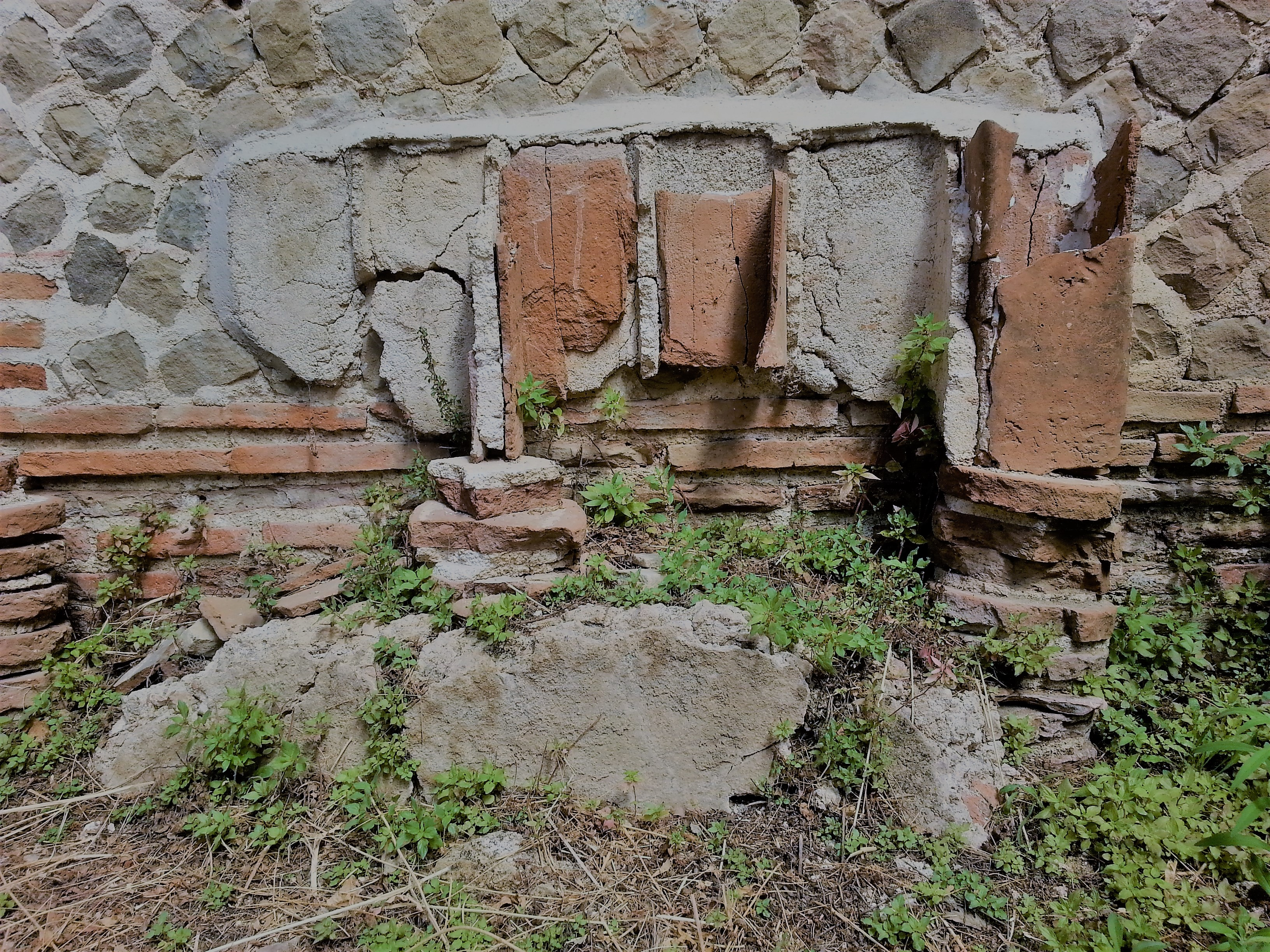
Alignement de tubuli le long d'un mur.
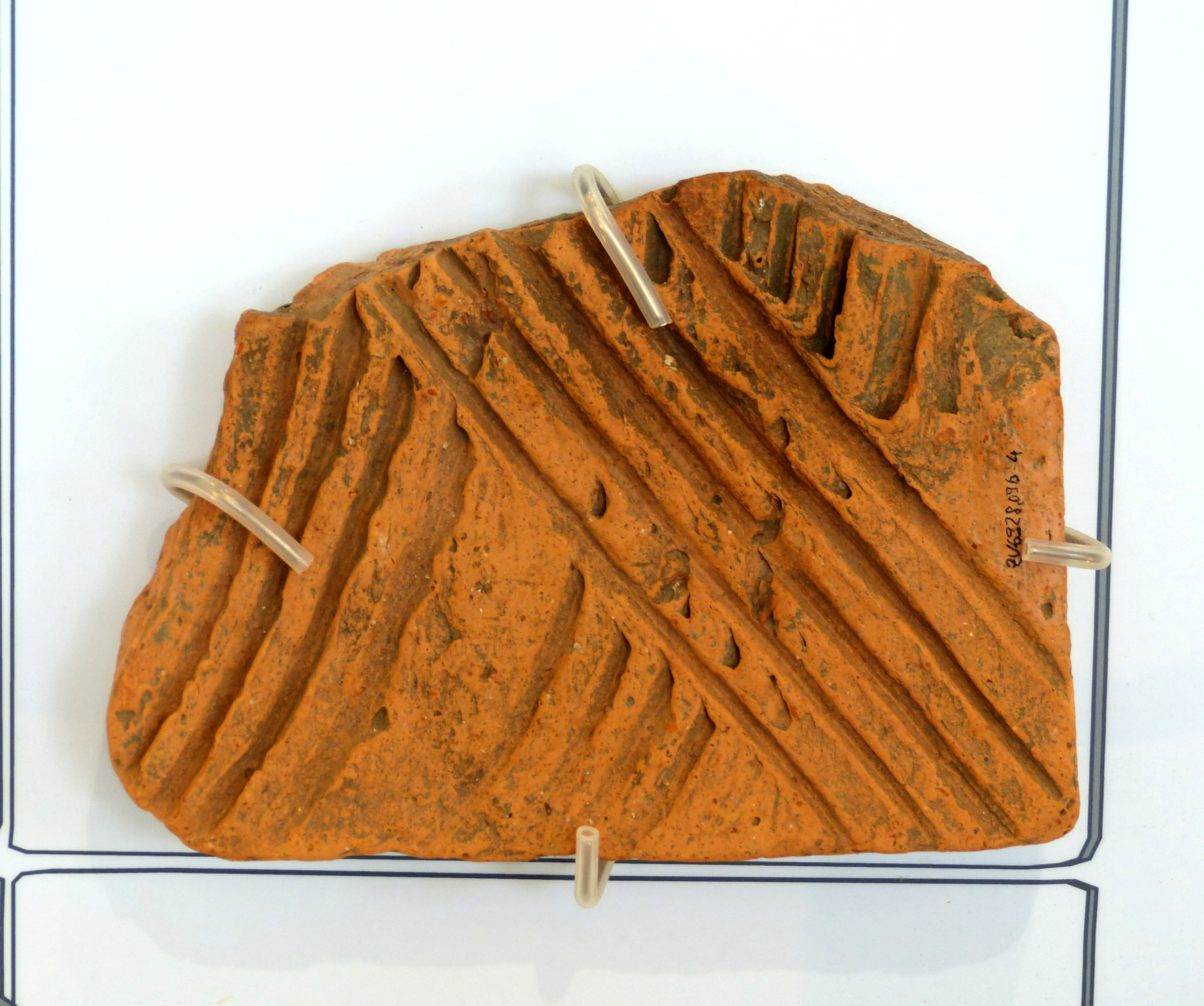
Fragment peigné de tubulus.

## Canalisations

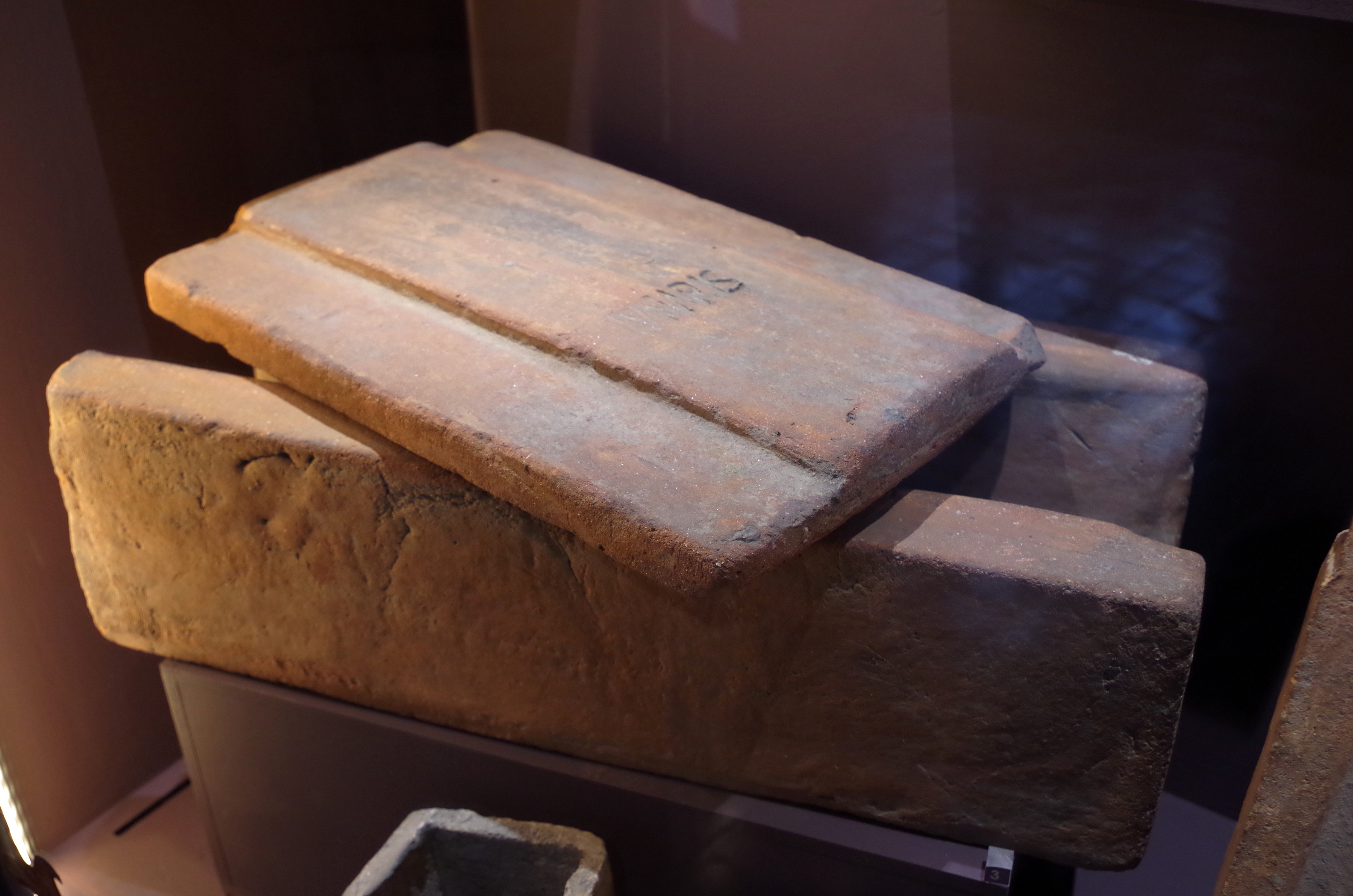
Canalisation couverte.
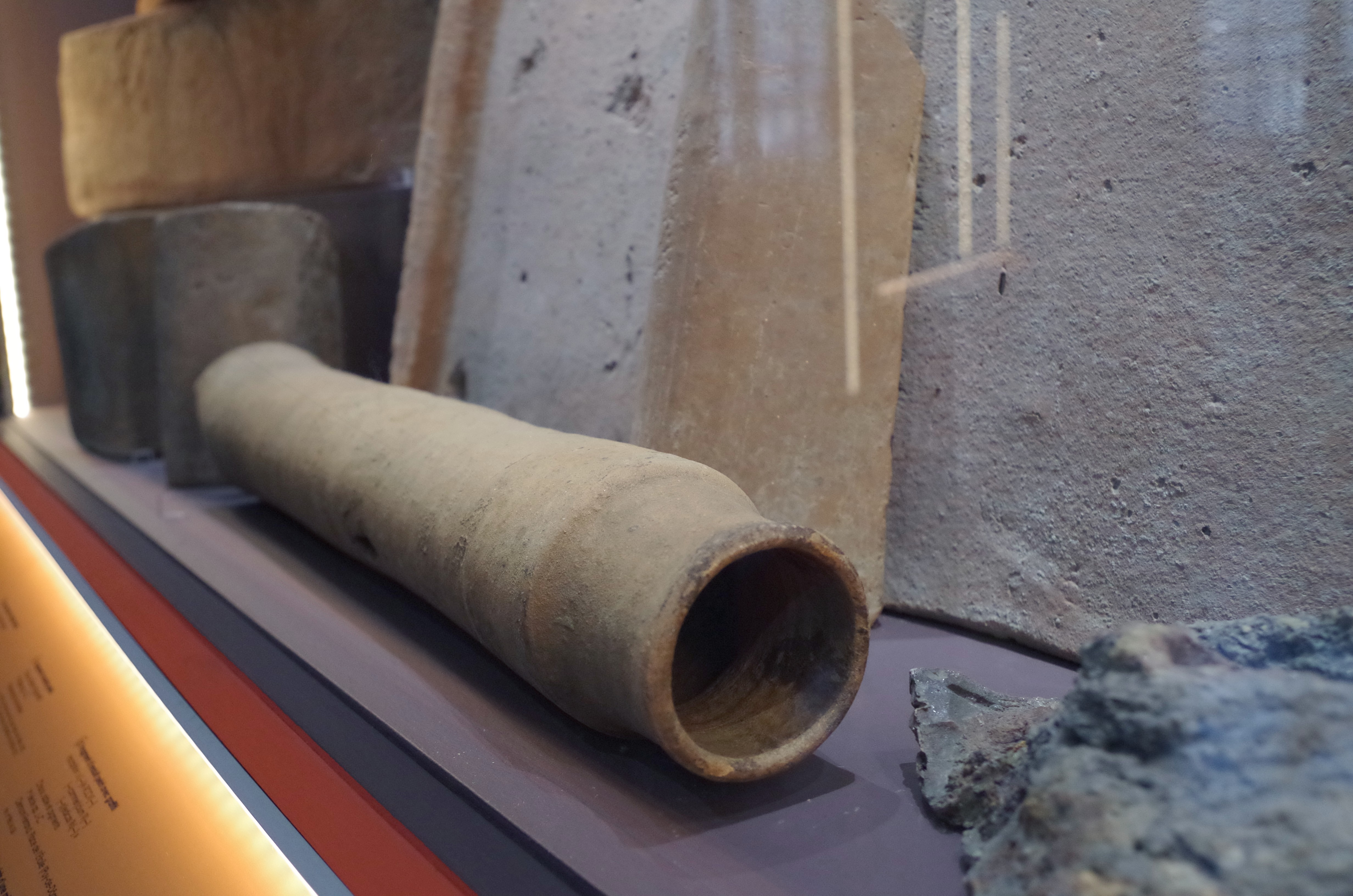
Conduite d'eau trouvée à Aydat.